# Łotewskie Siły Powietrzne

Znak rozpoznawczy lotnictwa Łotwy w latach 1919-1940 (wczesna wersja była lustrzanym odbiciem)

Łotewskie Siły Powietrzne (łot. Latvijas Gaisa spēki) – siły powietrzne Łotwy, sformowane na nowo w 1991 roku. Są częścią Łotewskich Sił Zbrojnych oraz liczą 247 osób personelu. Siły powietrzne Łotwy powstały po raz pierwszy w 1918 roku. Łotewska przestrzeń powietrzna jest patrolowana przez samoloty NATO w ramach programu ochrony państw bałtyckich Baltic Air Policing.

## Historia
Łotewskie lotnictwo wojskowe zostało utworzone podczas wojny o niepodległość 7 czerwca 1919 roku, kiedy to porucznik Alfreds Valleika otrzymał polecenie zorganizować Grupę Lotniczą. Pierwszymi jej samolotami stały się zagarnięte od sił niemieckich, obecnych na Łotwie, dwa byłe bolszewickie samoloty Nieuport 24bis i Sopwith 1½ Strutter. Pierwszy lot bojowy łotewskiego samolotu miał miejsce 5 sierpnia 1919 r., a 26 sierpnia miał miejsce pierwszy rajd bombowy (samolotem 1½ Strutter). Od września lotnictwo wzbogaciło się o trzeci samolot (uprowadzony przez pilota od bolszewików) i w takim stanie brało udział w działaniach przeciwko siłom niemieckim i białym rosyjskim w październiku. Po odparciu nowego zagrożenia, lotnictwo wzbogaciło się o ok. 30 samolotów pozostawionych przez Niemców, z których początkowo naprawiono 7-8. W grudniu 1919 od wycofujących się sił brytyjskich Łotwa otrzymała 7 myśliwców Sopwith Camel i 3 Sopwith 1½ Strutter, a w 1920 roku dwa dalsze samoloty uciekły od bolszewików. Łącznie podczas wojny o niepodległość łotewskie lotnictwo wykonało 69 lotów bojowych.
W 1939 roku łotewskie lotnictwo wojskowe tworzyło Pułk Lotniczy, w składzie trzech dywizjonów myśliwskich (24 samoloty Gloster Gladiator i 6 Bristol Bulldog, czwarty dywizjon w organizacji), trzech dywizjonów rozpoznawczych (12 samolotów Letov Š-16, 2 Hawker Hind i 10 Stampe SV.5) oraz morskiego dywizjonu rozpoznawczego (4 Fairey Seal i dwa inne). Ponadto, używane były samoloty szkolne i inne pomocnicze. Po wybuchu II wojny światowej na Łotwę ewakuowały się 72 polskie samoloty, głównie szkolne i lekkie - spośród nich 20 RWD-8 było eksploatowanych za zgodą polskiego rządu na uchodźstwie. W drugiej połowie 1940 roku lotnictwo łotewskie przestało istnieć, w związku z aneksją Łotwy i jej przyłączeniem do ZSRR jako Łotewskiej SRR.
Interesującym wyczynem łotewskiego lotnictwa morskiego był 6000-kilometrowy przelot do Anglii i z powrotem (odwiedzając po drodze także Puck) trzech wodnosamolotów Fairey Seal pod dowództwem płk. Janisa Indansa w dniach 22 czerwca - 5 lipca 1936..

## Wyposażenie
| Samolot       | Kraj pochodzenia | Typ                    | Wersje             | W służbie | Uwagi               |
| ------------- | ---------------- | ---------------------- | ------------------ | --------- | ------------------- |
| An-2          | ZSRR             | samolot wielozadaniowy |                    | 4         |                     |
| Let L-410     | Czechy           | transportowy           | L-410T Turbolet    | 1         |                     |
| Mi-2          | Polska           | łącznikowy             |                    | 3         |                     |
| Agusta A109   | Włochy           | ratunkowy              | Agusta A109E Power | 2         | patrolowanie granic |
| Mi-8          | Rosja            | patrolowo-ratowniczy   |                    | 4         |                     |
| PZL-104 Wilga | Polska           | łącznikowy             |                    | 4         |                     |